# 戴村镇
戴村镇，中国浙江省杭州市萧山区下辖的一个镇，位于萧山区西南部。辖区总面积63平方公里，人口4万人。

## 辖区
戴村镇辖有：
- 社区(1)：中心社区；
- 行政村(22)：尖山下村、沈村、佛山村、马谷村、上董村、张家弄村、郁家山下村、骆家舍村、方溪村、顾家溪村、枫桥村、青山村、八都村、半山村、三头村、大石盖村、石马头村、河杨湖村、南三村、戴村、东风村、永富村。